# Finale Emilia
Finale Emilia es un municipio situado en el territorio de la provincia de Módena, en Emilia-Romaña (Italia).
En el 2012, el patrimonio artístico de Finale Emilia fue severamente dañado por el terremoto que afectó toda la provincia de Modena. Las réplicas han causado el colapso de la Torre dei Modenesi, en la Plaza Baccarini, buena parte del Castillo Estense, el Palacio Veneziani y la parte superior del Duomo. La mayor parte del daño fue ocasionado por el terremoto del 20 de mayo, en el cual Finale Emilia fue el epicentro del sismo de magnitud 5.9.

## Demografía
| Gráfica de evolución demográfica de Finale Emilia entre 1861 y 2001 |
|                                                                     |
| Fuente ISTAT - elaboración gráfica de Wikipedia                     |

## Ciudades hermanadas
- Villa Sant'Angelo, Italia
- Grézieu-la-Varenne, Francia